# Список видов семейства Zoropsidae
Список всех описанных видов пауков семейства Zoropsidae на 15 ноября 2015 года. Типичный представитель каждого рода отмечен T.
В настоящее время объединены с семейством Tengellidae.

## Akamasia
Akamasia Bosselaers, 2002
- Akamasia cyprogenia (Bosselaers, 1997)T – Кипр

## Anachemmis
Anachemmis Chamberlin, 1919
- Anachemmis aalbui Platnick & Ubick, 2005 – США
- Anachemmis beattyi Platnick & Ubick, 2005 – США, Мексика
- Anachemmis jungi Platnick & Ubick, 2005 – США
- Anachemmis linsdalei Platnick & Ubick, 2005 – США
- Anachemmis sober Chamberlin, 1919T – США

## Austrotengella
Austrotengella Raven, 2012
- Austrotengella hackerae Raven, 2012 – Квинсленд
- Austrotengella hebronae Raven, 2012 – Новый Южный Уэльс
- Austrotengella monteithi Raven, 2012 – Квинсленд
- Austrotengella plimeri Raven, 2012 – Новый Южный Уэльс
- Austrotengella toddae Raven, 2012T – Квинсленд, Новый Южный Уэльс
- Austrotengella wrighti Raven, 2012 – Квинсленд, Новый Южный Уэльс

## Birrana
Birrana Raven & Stumkat, 2005
- Birrana bulburin Raven & Stumkat, 2005T – Квинсленд

## Cauquenia
Cauquenia Piacentini, Ramirez & Silva, 2013
- Cauquenia maule Piacentini, Ramirez & Silva, 2013T – Чили

## Ciniflella
Ciniflella Mello-Leitao, 1921
- Ciniflella lutea Mello-Leitao, 1921T – Бразилия

## Devendra
Devendra Lehtinen, 1967
- Devendra pardalis (Simon, 1898)T – Шри-Ланка
- Devendra pumilus (Simon, 1898) – Шри-Ланка
- Devendra seriatus (Simon, 1898) – Шри-Ланка

## Griswoldia
Griswoldia Dippenaar-Schoeman & Jocque, 1997
- Griswoldia acaenata (Griswold, 1991) – Южная Африка
- Griswoldia disparilis (Lawrence, 1952) – Южная Африка
- Griswoldia leleupi (Griswold, 1991) – Южная Африка
- Griswoldia meikleae (Griswold, 1991) – Южная Африка
- Griswoldia melana (Lawrence, 1938) – Южная Африка
- Griswoldia natalensis (Lawrence, 1938) – Южная Африка
- Griswoldia punctata (Lawrence, 1942) – Южная Африка
- Griswoldia robusta (Simon, 1898)T – Южная Африка
- Griswoldia sibyna (Griswold, 1991) – Южная Африка
- Griswoldia transversa (Griswold, 1991) – Южная Африка
- Griswoldia urbensis (Lawrence, 1942) – Южная Африка
- Griswoldia zuluensis (Lawrence, 1938) – Южная Африка

## Hoedillus
Hoedillus Simon, 1898
- Hoedillus sexpunctatus Simon, 1898 - Гватемала, Никарагуа

## Huntia
Huntia Gray & Thompson, 2001
- Huntia deepensis Gray & Thompson, 2001T – Западная Австралия
- Huntia murrindal Gray & Thompson, 2001 – Виктория

## Itatiaya
Itatiaya Mello-Leitao, 1915
- Itatiaya apipema Polotow & Brescovit, 2006 – Бразилия
- Itatiaya iuba Polotow & Brescovit, 2006 – Бразилия
- Itatiaya modesta Mello-Leitao, 1915T – Бразилия
- Itatiaya pucupucu Polotow & Brescovit, 2006 – Бразилия
- Itatiaya pykyyra Polotow & Brescovit, 2006 – Бразилия
- Itatiaya tacamby Polotow & Brescovit, 2006 – Бразилия
- Itatiaya tubixaba Polotow & Brescovit, 2006 – Бразилия
- Itatiaya ywyty Polotow & Brescovit, 2006 – Бразилия

## Kilyana
Kilyana Raven & Stumkat, 2005
- Kilyana bicarinatus Raven & Stumkat, 2005 – Квинсленд
- Kilyana campbelli Raven & Stumkat, 2005 – Новый Южный Уэльс
- Kilyana corbeni Raven & Stumkat, 2005 – Квинсленд
- Kilyana dougcooki Raven & Stumkat, 2005 – Квинсленд
- Kilyana eungella Raven & Stumkat, 2005 – Квинсленд
- Kilyana hendersoni Raven & Stumkat, 2005T – Квинсленд
- Kilyana ingrami Raven & Stumkat, 2005 – Квинсленд
- Kilyana kroombit Raven & Stumkat, 2005 – Квинсленд
- Kilyana lorne Raven & Stumkat, 2005 – Новый Южный Уэльс
- Kilyana obrieni Raven & Stumkat, 2005 – Квинсленд

## Krukt
Krukt Raven & Stumkat, 2005
- Krukt cannoni Raven & Stumkat, 2005 – Квинсленд
- Krukt ebbenielseni Raven & Stumkat, 2005 – Квинсленд
- Krukt megma Raven & Stumkat, 2005 – Квинсленд
- Krukt piligyna Raven & Stumkat, 2005T – Квинсленд
- Krukt vicoopsae Raven & Stumkat, 2005 – Квинсленд

## Lauricius
Lauricius Simon, 1888
- Lauricius hemicloeinus Simon, 1888T – Мексика
- Lauricius hooki Gertsch, 1941 – США

## Liocranoides
Liocranoides Keyserling, 1881
- Liocranoides archeri Platnick, 1999 – США
- Liocranoides coylei Platnick, 1999 – США
- Liocranoides gertschi Platnick, 1999 – США
- Liocranoides tennesseensis Platnick, 1999 – США
- Liocranoides unicolor Keyserling, 1881T – США

## Megateg
Megateg Raven & Stumkat, 2005
- Megateg bartholomai Raven & Stumkat, 2005 – Квинсленд
- Megateg covacevichae Raven & Stumkat, 2005 – Квинсленд
- Megateg elegans Raven & Stumkat, 2005 – Квинсленд
- Megateg gigasep Raven & Stumkat, 2005 – Квинсленд
- Megateg lesbiae Raven & Stumkat, 2005 – Квинсленд
- Megateg paulstumkati Raven & Stumkat, 2005 – Квинсленд
- Megateg ramboldi Raven & Stumkat, 2005T – Квинсленд
- Megateg spurgeon Raven & Stumkat, 2005 – Квинсленд

## Phanotea
Phanotea Simon, 1896
- Phanotea cavata Griswold, 1994 – Южная Африка
- Phanotea ceratogyna Griswold, 1994 – Южная Африка
- Phanotea digitata Griswold, 1994 – Южная Африка
- Phanotea knysna Griswold, 1994 – Южная Африка
- Phanotea lata Griswold, 1994 – Южная Африка
- Phanotea latebricola Lawrence, 1952 – Южная Африка
- Phanotea margarita Griswold, 1994 – Южная Африка
- Phanotea natalensis Lawrence, 1951 – Южная Африка
- Phanotea orestria Griswold, 1994 – Южная Африка
- Phanotea peringueyi Simon, 1896T – Южная Африка
- Phanotea sathegyna Griswold, 1994 – Южная Африка
- Phanotea simoni Lawrence, 1951 – Южная Африка
- Phanotea xhosa Griswold, 1994 – Южная Африка

## Pseudoctenus
Pseudoctenus Caporiacco, 1949
- Pseudoctenus meneghettii Caporiacco, 1949T – Кения, Бурунди
- Pseudoctenus thaleri Jocque, 2009 – Малави

## Socalchemmis
Socalchemmis Platnick & Ubick, 2001
- Socalchemmis arroyoseco Platnick & Ubick, 2007 – США
- Socalchemmis bixleri Platnick & Ubick, 2001 – США
- Socalchemmis cajalco Platnick & Ubick, 2001 – США
- Socalchemmis catavina Platnick & Ubick, 2001 – Мексика
- Socalchemmis cruz Platnick & Ubick, 2001 – США
- Socalchemmis dolichopus (Chamberlin, 1919)T – США
- Socalchemmis gertschi Platnick & Ubick, 2001 – США
- Socalchemmis icenoglei Platnick & Ubick, 2001 – США
- Socalchemmis idyllwild Platnick & Ubick, 2001 – США
- Socalchemmis kastoni Platnick & Ubick, 2001 – США, Мексика
- Socalchemmis miramar Platnick & Ubick, 2001 – США
- Socalchemmis monterey Platnick & Ubick, 2001 – США
- Socalchemmis palomar Platnick & Ubick, 2001 – США
- Socalchemmis prenticei Platnick & Ubick, 2001 – США
- Socalchemmis rothi Platnick & Ubick, 2001 – Мексика
- Socalchemmis shantzi Platnick & Ubick, 2001 – США
- Socalchemmis williamsi Platnick & Ubick, 2001 – Мексика

## Takeoa
Takeoa Lehtinen, 1967
- Takeoa huangshan Tang, Xu & Zhu, 2004 – Китай
- Takeoa nishimurai (Yaginuma, 1963)T – Китай, Корея, Япония

## Tengella
Tengella Dahl, 1901
- Tengella albolineata (F. O. Pickard-Cambridge, 1902) – Мексика
- Tengella kalebi Candia-Ramirez & Valdez-Mondragon, 2014 – Мексика
- Tengella perfuga Dahl, 1901T – Никарагуа
- Tengella radiata (Kulczynski, 1909) – от Гондураса до Панамы
- Tengella thaleri Platnick, 2009 – Мексика

## Titiotus
Titiotus Simon, 1897
- Titiotus californicus Simon, 1897T – США
- Titiotus costa Platnick & Ubick, 2008 – США
- Titiotus flavescens (Chamberlin & Ivie, 1941) – США
- Titiotus fresno Platnick & Ubick, 2008 – США
- Titiotus gertschi Platnick & Ubick, 2008 – США
- Titiotus hansii (Schenkel, 1950) – США
- Titiotus heberti Platnick & Ubick, 2008 – США
- Titiotus humboldt Platnick & Ubick, 2008 – США
- Titiotus icenoglei Platnick & Ubick, 2008 – США
- Titiotus madera Platnick & Ubick, 2008 – США
- Titiotus marin Platnick & Ubick, 2008 – США
- Titiotus roadsend Platnick & Ubick, 2008 – США
- Titiotus shantzi Platnick & Ubick, 2008 – США
- Titiotus shasta Platnick & Ubick, 2008 – США
- Titiotus tahoe Platnick & Ubick, 2008 – США
- Titiotus tulare Platnick & Ubick, 2008 – США

## Uliodon
Uliodon L. Koch, 1873
- Uliodon albopunctatus L. Koch, 1873T – Новая Зеландия
- Uliodon cervinus L. Koch, 1873 – Новая Зеландия
- Uliodon ferrugineus (L. Koch, 1873) – Австралия
- Uliodon frenatus (L. Koch, 1873) – Новая Зеландия

## Wiltona
Wiltona Kocak & Kemal, 2008
- Wiltona filicicola (Forster & Wilton, 1973)T – Новая Зеландия

## Zorocrates
Zorocrates Simon, 1888
- Zorocrates aemulus Gertsch, 1935 – США, Мексика
- Zorocrates alternatus Gertsch & Davis, 1936 – США, Мексика
- Zorocrates apulco Platnick & Ubick, 2007 – Мексика
- Zorocrates badius Simon, 1895 – Мексика
- Zorocrates blas Platnick & Ubick, 2007 – Мексика
- Zorocrates bosencheve Platnick & Ubick, 2007 – Мексика
- Zorocrates chamela Platnick & Ubick, 2007 – Мексика
- Zorocrates chamula Platnick & Ubick, 2007 – Мексика
- Zorocrates chiapa Platnick & Ubick, 2007 – Мексика
- Zorocrates colima Platnick & Ubick, 2007 – Мексика
- Zorocrates contreras Platnick & Ubick, 2007 – Мексика
- Zorocrates fuscus Simon, 1888T – Мексика
- Zorocrates gnaphosoides (O. Pickard-Cambridge, 1892) – от Мексики до Сальвадора
- Zorocrates guerrerensis Gertsch & Davis, 1940 – Мексика, вероятно Центральная Америка
- Zorocrates huatusco Platnick & Ubick, 2007 – Мексика
- Zorocrates karli Gertsch & Riechert, 1976 – США, Мексика
- Zorocrates mistus O. Pickard-Cambridge, 1896 – Мексика
- Zorocrates mordax (O. Pickard-Cambridge, 1898) – Мексика
- Zorocrates nochix Platnick & Ubick, 2007 – Мексика
- Zorocrates oaxaca Platnick & Ubick, 2007 – Мексика
- Zorocrates ocampo Platnick & Ubick, 2007 – Мексика
- Zorocrates pictus Simon, 1895 – Мексика
- Zorocrates pie Platnick & Ubick, 2007 – Мексика
- Zorocrates potosi Platnick & Ubick, 2007 – Мексика
- Zorocrates soledad Platnick & Ubick, 2007 – Мексика
- Zorocrates sotano Platnick & Ubick, 2007 – Мексика
- Zorocrates tequila Platnick & Ubick, 2007 – Мексика
- Zorocrates terrell Platnick & Ubick, 2007 – США, Мексика
- Zorocrates unicolor (Banks, 1901) – США, Мексика
- Zorocrates xilitla Platnick & Ubick, 2007 – Мексика
- Zorocrates yolo Platnick & Ubick, 2007 – Мексика

## Zoropsis
Zoropsis Simon, 1878
- Zoropsis albertisi Pavesi, 1880 – Тунис
- Zoropsis beccarii Caporiacco, 1935 – Турция
- Zoropsis bilineata Dahl, 1901 – Мальорка, Марокко, Алжир
- Zoropsis bilineata viberti Simon, 1911 – Алжир
- Zoropsis coreana Paik, 1978 – Корея
- Zoropsis kirghizicus Ovtchinnikov & Zonstein, 2001 – Киргизия
- Zoropsis lutea (Thorell, 1875) – Восточная Средиземноморье, Украина
- Zoropsis markamensis Hu & Li, 1987 – Китай
- Zoropsis media Simon, 1878 – Западная Средиземноморье
- Zoropsis oertzeni Dahl, 1901 – Италия, Греция, Балканы, Турция
- Zoropsis pekingensis Schenkel, 1953 – Китай
- Zoropsis rufipes (Lucas, 1838) – Canary Is., Мадейра
- Zoropsis saba Thaler & van Harten, 2006 – Йемен
- Zoropsis spinimana (Dufour, 1820)T – Средиземноморье до России (США, ввезён)
- Zoropsis tangi Li, Hu & Zhang, 2015 – Inner Монголия
- Zoropsis thaleri Levy, 2007 – Турция, Ливан, Сирия, Израиль